# Fairy Cube
Fairy Cube (jap. 妖精標本, Yōsei Hyōhon / Fearī Kyūbu) ist eine Manga-Serie der japanischen Zeichnerin Kaori Yuki, die vor allem durch Angel Sanctuary Bekanntheit erlangt hat. Der ungefähr 570 Seiten umfassende Fantasy-Manga richtet sich vorwiegend an jugendliche Mädchen, lässt sich also der Shōjo-Gattung zuordnen. Erzählt wird von einem übersinnlich begabten Jungen, der Feen sehen kann.

## Handlung
Ian Hasumi (羽住 衣杏, Hasumi Ian) ist ein übersinnlich begabter Schüler, der seit seiner Kindheit Feen und andere Wesen aus der „Außerwelt“ sehen kann. Als Kind hatte Ian auf dem Rücken Male, die an Schmetterlingsflügel erinnerten. Da seine Mutter, die die Familie verließ, ähnliche Male hatte, brannte sein Vater ihm diese Male aus. In der Oberschule trifft Ian auf Rin Ishinagi (石椛 鈴, Ishinagi Rin), mit der er im Kindergarten befreundet war. Die beiden verlieben sich. Da Rin die einzige zu sein scheint, die glaubt, dass er wirklich übersinnliche Fähigkeiten besitzt, trägt er den Spitznamen „Ian der Lügner“. So sieht auch niemand den unsichtbaren Dämon neben ihm, dem Ian aufgrund seiner Haarfarbe den Spitznamen „Echse“ (トカゲ, Tokage) gegeben hat. „Echse“ hasst Ian und will dessen Leben zerstören.
Die Stadt, in der Ian lebt, wird von einer seltsamen Mordserie erschüttert, die den Namen „Feenmorde“ trägt. Ian trifft an einem der Mordschauplätze einen seltsamen Mann. Dieser Mann, ein Antiquitätenhändler, gibt Ian einen Glaswürfel, der einen Salamander enthält. Wenig später wird Ian durch eine Intrige von „Echse“ von seinem Vater getötet. Als er als körperloser Geist zurückkommt, erkennt er, dass „Echse“ seinen Körper übernommen hat und sich so an Rin heranmachen will. Ian sinnt auf Rache und geht deshalb mit dem geheimnisvollen Kaito einen Pakt ein, um einen neuen Körper zu erhalten. Er erhält den Körper des zehnjährigen Elijah, der gemeinsam mit seiner Familie Opfer eines Feenmordes war.

## Entstehung und Veröffentlichungen
Die Serie war ursprünglich als Kurzgeschichte konzipiert. Da Yuki die Handlung aber so nicht zu ihrer Zufriedenheit abschließen konnte beziehungsweise so nur zu einem Ende kam, das sie als zu unangenehm für den Leser empfand, wurde die Geschichte länger ausgearbeitet. Der Manga erschien in Japan von der Juni-Ausgabe 2005 bis zur Juli-Ausgabe 2006 monatlich in Einzelkapiteln im Manga-Magazin Hana to Yume, in dem zu dieser Zeit unter anderem auch Natsuki Takayas Fruits Basket veröffentlicht wurde. Der Hakusensha-Verlag brachte diese achtzehn Einzelkapitel auch in drei Sammelbänden heraus.
Carlsen Comics verlegte von Januar bis Juli 2007 die drei Sammelbände in deutscher Sprache. Die Übersetzung stammt von Nina Olligschläger. Tonkam brachte sie in Frankreich heraus, Viz Media in den USA, Planet Manga in Italien, Chuang Yi in Singapur und Tong Li Publishing in Taiwan.

## Rezeption
In einer Rezension im School Library Journal von 2008 wird die Serie als zugänglicher als die älteren Geschichten von Yuki beschrieben, obwohl auch diese von Mord und Rache erzählt. Jason Thompson nennt die Serie ein „‚gothic‘ Melodrama mit außergewöhnlichen Charakteren, Kindheitstraumata und gequälten menschlichen Beziehungen“. Er vergleicht den Manga mit Yukis Angel Sanctuary, wobei Fairy Cube mehr Originalität und einen dichteren Plot biete.
Die deutsche Zeitschrift AnimaniA schreibt, Kaori Yuki entführe den Leser von Fairy Cube „in ein märchenhaftes, aber grausames Fantasy-Reich“ und beweise „ihr Gespür für mitreißende Unterhaltung sowie ausgereifte und gutaussehende Charaktere“. „Verschiedene Welten und zahlreiche Personen“ würden eng verwoben, sodass man der Geschichte aufmerksam folgen müsse. Neben düsteren Episoden und Schockeffekten durch die mit viel Blut in Szene gesetzten, grausamen Morde werde die Geschichte durch einige Slapstick-Szenen aufgelockert. „Komplettiert wird das gelungene Abenteuer durch Kaori Yukis routinierten Zeichenstil. Ideenreichtum und liebevolle Ausarbeitung dominieren die actionreichen Panels.“